# Tout
Ne doit pas être confondu avec Tout !.

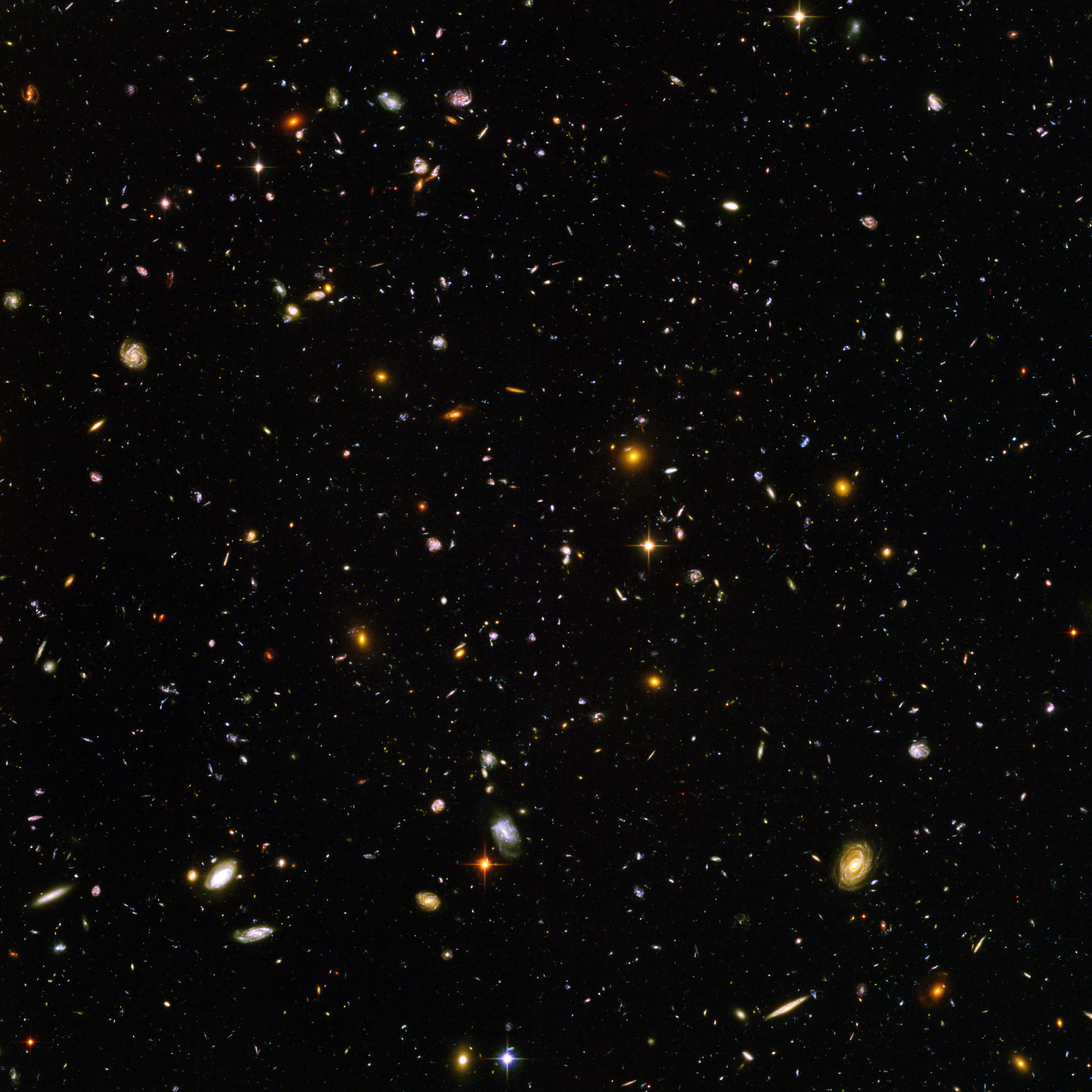
L'univers est tout ce qui existe théoriquement. (Image de galaxies lointaines dans le champ ultra-profond du télescope Hubble).

Le tout, compris comme ensemble de ce qui existe, est souvent limitativement interprété comme le monde ou l'univers. Il ne se limite donc pas au monde de la physique mais englobe aussi bien celui de la pensée, des croyances, des cultures.

## Physique
La théorie du tout (ou grande unification) est une tentative de la physique d'unifier la physique quantique et la relativité générale pour découvrir une éventuelle origine commune aux quatre forces fondamentales :
- la théorie des cordes et la gravité quantique sont des recherches spéculatives qui visent à réunir les forces nucléaires et électromagnétiques (physique quantique) avec la gravité (relativité générale) ;
- la supersymétrie, l'univers hologramme, l'espace à 10 dimensions sont parmi d'autres axes de recherche ;
- la recherche scientifique multiplie les accélérateurs de particules pour tenter de confirmer expérimentalement une théorie du tout.

## Symbolique
Le nombre 12 représente en symbolique, entre autres, le tout : 12 mois, 12 heures, 12 Dieux de l'Olympe, 12 Tribus d'Israël, 12 Apôtres, etc.